# Hinnenburger Forst mit Emder Bachtal
Koordinaten: 51° 44′ 40″ N, 9° 6′ 58″ O

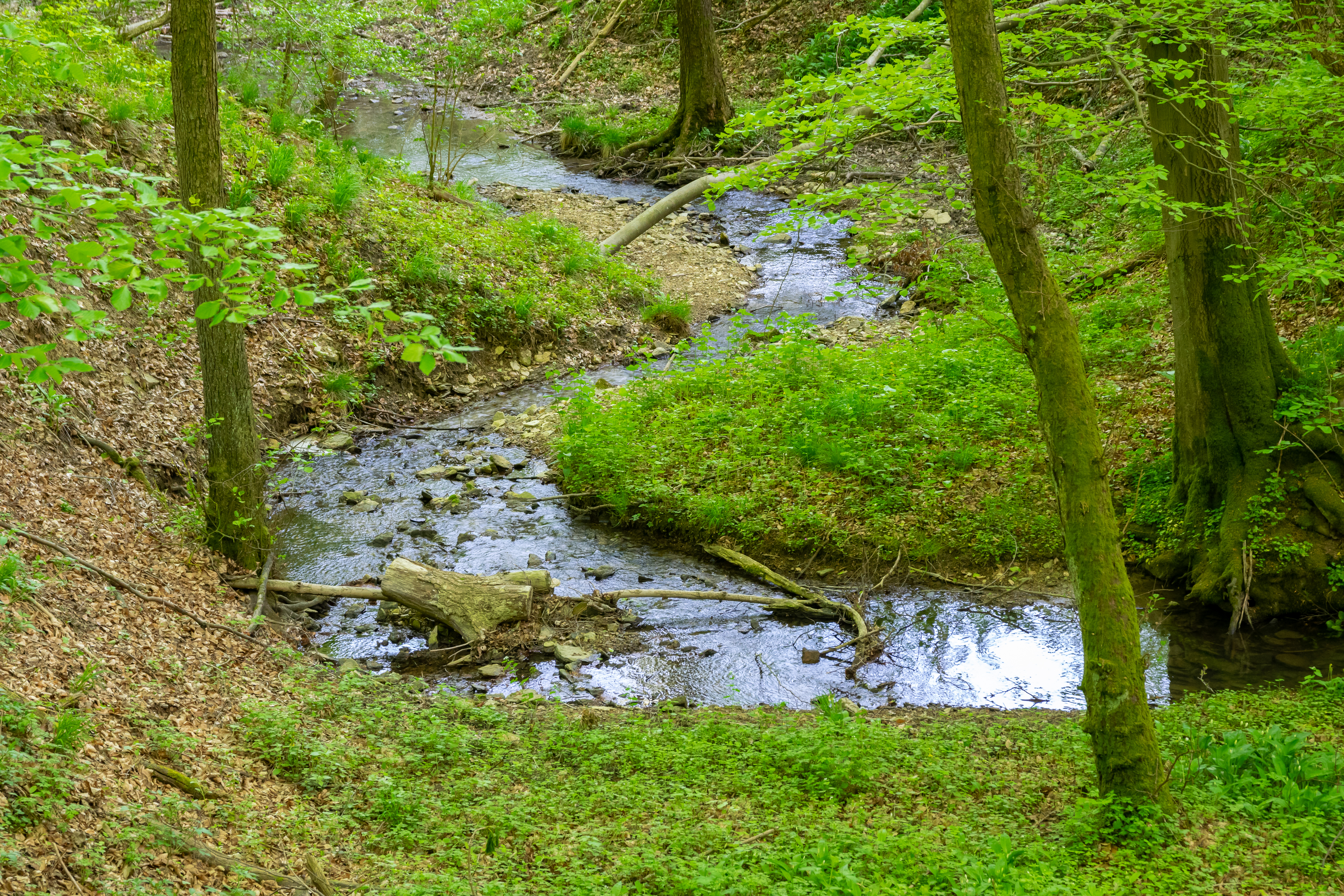
Naturschutzgebiet Hinnenburger Forst mit Emder Bachtal (Mai 2018)

Das Naturschutzgebiet (NSG) Hinnenburger Forst mit Emder Bachtal ist das größte NSG im Kreis Höxter in Nordrhein-Westfalen. Das 1661 ha große NSG mit der Schlüssel-Nummer HX-072 wurde im Jahr 2004 per Verordnung ausgewiesen. Es liegt auf dem Gebiet der Städte Bad Driburg, Brakel und Nieheim westlich der B 252 und nördlich der B 64.
Mit den Landschaftsplänen "Driburger Land" und "Nieheim" wurden die Teile des Naturschutzgebiets, die auf dem Gebiet der jeweiligen Städte liegen, in rechtlich separate Schutzgebiete mit den Kennungen HX-082 und HX-086 abgespalten. Für Brakel ist noch kein Landschaftsplan rechtskräftig, so dass nur noch dieser Teil per Verordnung geschützt ist.